# Норберт Валтер - Борјанс
Норберт Валтер-Борјанс (рођен 17. септембра 1952) је немачки економиста и политичар оцијалдемократске партије (СПД)С који је био ко-лидер СПД-а (заједно са Саскиом Ескен) од 2019. године. Био је министар финансија савезна државе Северна Рајна-Вестфалија од 2010. до 2017. године.

## Рани живот и образовање
Син столара, Валтер-Борјанс је рођен 1952. године у западнонемачком граду Крефелду и студирао је економију на Универзитету у Бону и докторирао
.

## Политичка каријера
Од 1991. до 1998. Валтер-Борјанс је радио као портпарол владе Северне Рајне-Вестфалије, коју је тада водио министар-председник Јоханес Рау.
Од 2010. до 2017. Валтер-Борјанс је био државни министар финансија Северне Рајне-Вестфалије, у влади председнице министарке Ханелоре Крафт. У том својству, био је један од представника државе у Бундесрату, где је био у Комитету за финансије. Током његовог времена на функцији, државна влада – као главни акционар –, немачка влада и Хелаба сложили су се да поделе имовину посрнулог ВестЛБ-а и покрију све губитке током процеса гашењаref>James Wilson (24 June 2012), Regulators on alert over WestLB assets disposal Financial Times.</ref>. На иницијативу Валтера-Борјанса, државна влада је у неколико наврата прибегла куповини података о швајцарским рачунима од узбуњивача да би прогонила немачке избегаваче пореза.
У преговорима о формирању Велике коалиције демохришћана канцеларке Ангеле Меркел (ЦДУ заједно са баварском ЦСУ) и СПД након савезних избора 2013. Валтер-Борјанс је био део делегације СПД у радној групи за финансијску политику и националну политику буџета, који су предводили Волфганг Шојбле и Олаф Шолц.
Заједно са Саскиом Ескен, Валтер-Борјанс је најавио своју кандидатуру за изборе за руководство Социјалдемократске партије Немачке 2019; двојац је убрзо подржала СПД у Северној Рајни-Вестфалији, највеће партијско огранак, и њен председник Себастијан Хартман као и омладинска организација СПД и њен лидер Кевин Кунерт, који чине око 80.000 од 430.000 чланова СПД-а. У другом кругу у новембру 2019. победили су Ескен и Валтер-Борјанс.

## Остале активности

### Корпоративни одбори
- НРВ.БАНК, члан Надзорног одбора по службеној дужности (2012–2017)[9]
- Портигон, члан Надзорног одбора по службеној дужности (2012–2017)[10]
- РАГ АГ, члан Надзорног одбора по службеној дужности (2012–2017)[9]

### Непрофитне организације
- Deutschlandradio, члан Савета за радиодифузију (2012–2017)[9]
- Verkehrsclub Deutschland, Оснивачки члан